# Université Bilgi d'Istanbul
L'université Bilgi d'Istanbul (en turc : İstanbul Bilgi Üniversitesi, littéralement université de la connaissance), est une université privée basée à Istanbul en Turquie et fondée en 1996.

## Histoire
L'université a été fondée sur le principe « Non scholae, sed vitae discimus » (« Nous n'apprenons pas pour l'école, mais pour la vie ») et est considérée comme la quatrième université privée de Turquie. Son institution précurseur était l'Istanbul School of International Studies.
En 2007, l'université s'est agrandie avec l'ouverture du campus de SantralIstanbul, situé sur le site de l'ancienne centrale électrique de Silahtarağa, la première centrale électrique à échelle urbaine de l'Empire ottoman. Plus tard, en 2015, le campus de Kozyatağı a été établi sur la rive asiatique d'Istanbul.
L'université a renforcé ses efforts d'internationalisation en 2020 grâce à une collaboration avec l'Université d'État de l'Arizona visant à améliorer la qualité de l'enseignement et de la recherche.
Selon l'Enquête de satisfaction des universités de Turquie de 2020, l'Université Bilgi d'Istanbul a été classée parmi les universités du groupe A du pays. En 2025, selon le classement QS World University Rankings, l'université figure parmi les cinq meilleures universités privées de Turquie.

## Professeurs notables
- İsmail Cem
- Ricky Ford

## Élèves connus
- Ahmad Alhendawi (1984-), envoyé du secrétaire général pour la Jeunesse de l'ONU.
- Kenan Doğulu (1974-), chanteur de pop turc.
- Sıla Gençoğlu (1980-), chanteuse de pop turque.
- Gözde Mimiko Türkkan (1984-), artiste et photographe documentaire.